# HD 100777
HD 100777 è una stella situata a circa 172 anni luce nella costellazione  Leone. La sua magnitudine apparente è di 8.42, mentre la sua magnitudine assoluta è di 4.81. Questa stella è chiamata anche HIP 56572. Nel 2007, un pianeta extrasolare è stato trovato in orbita intorno alla stella.
| Pianeta | Massa           | Periodo orb.       | Sem. maggiore  | Eccentricità |
| ------- | --------------- | ------------------ | -------------- | ------------ |
| b       | >1.16 ± 0.03 MJ | 383.7 ± 1.2 giorni | 1.03 ± 0.03 UA | 0.36 ± 0.02  |